# Xenographia manifesta
Xenographia manifesta là một loài bướm đêm trong họ Geometridae.